# Lissy Lind

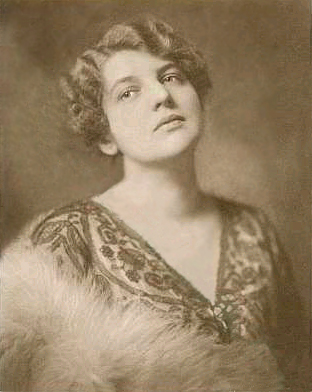
Lissy Lind auf einer Fotografie von Nicola Perscheid

Lissy Lind (auch Lissi, Lizzy und Lia Lind; * 3. Oktober 1884 als Margarethe Elisabeth Flach in Dresden; tot aufgefunden am 31. August 1936 in Berlin) war eine deutsche Schauspielerin.

## Leben und Wirken
Elisabeth Flach wurde 1884 als uneheliches Kind von Anna Marie Emilie Flach geboren. Ihre Mutter heiratete 1885 den Architekten und Baurat George Gottfried Krüger, der Lissy im selben Jahr als seine Tochter anerkannte.
Die nunmehrige Lissy Krüger gab ihr Debüt 1908 am Theater von Gera und kam über Dresden, Stettin und Königsberg 1911 als Theaterschauspielerin nach Berlin. Für ihre 1912 beginnende Karriere beim jungen Medium Film bekam sie von Oskar Messter den Namen „Lia Lind“, den sie später aus rechtlichen Gründen zu „Lissy Lind“ ändern musste. 1914 heiratete sie den Schauspieler und Regisseur Siegfried Philippi.
Lind agierte beim Stummfilm in Hauptrollen, mehrmals war dabei ihr Ehemann Regisseur. Ab etwa 1921 konzentrierte sie sich wieder vorwiegend auf die Bühnentätigkeit. Nach der Machtergreifung der Nationalsozialisten im Januar 1933 bekam das Ehepaar Philippi wegen Siegfried Philippis jüdischer Herkunft zunehmend Schwierigkeiten und Lind konnte nicht mehr als Schauspielerin arbeiten.
Sie starb verarmt und von der Öffentlichkeit vergessen im Alter von 51 Jahren in Berlin bzw. wurde, nur ein halbes Jahr nach dem Tod ihres 13 Jahre älteren Gatten, am 31. August 1936 tot in ihrer Wohnung aufgefunden. Ein genaues Todesdatum ist unbekannt, auch Suizid kann nicht ausgeschlossen werden.

## Filmografie
- 1912: Die Hohe Schule
- 1912: Der Schatten des Meeres
- 1912: Gequälte Herzen
- 1912: Flüchtiges Glück
- 1913: Statistinnen des Lebens
- 1913: Der Theaterbrand
- 1913: Zurückerobert
- 1913: Tangofieber
- 1913: Narren der Liebe
- 1914: Ein seltsames Gemälde
- 1915: Die Rache der Thora West
- 1915: Kapital und Liebe
- 1916: Der Schmuck der Herzogin
- 1916: Das Abenteuer einer Sängerin
- 1917: Ein Tropfen Gift
- 1917: Das Gesicht am Fenster
- 1919: Das Kreuz am See
- 1919: Sinnesrausch
- 1919: Tänzerin Tod
- 1920: Zwischen Nacht und Morgen
- 1920: Die Frau in den Wolken
- 1920: Im Banne der Suggestion
- 1920: Mord … die Tragödie des Hauses Garrick
- 1920: Das schleichende Gift
- 1921: Der Herr aus dem Zuchthaus
- 1921: Die schwarze Spinne
- 1922: Aus dem Schwarzbuche eines Polizeikommissars III / Betrogene Betrüger
- 1923: Gobseck
- 1923: Esterella
- 1926: Die Mühle von Sanssouci